# Farhat - Lo scorpione nero
Farhat - Lo scorpione nero è una serie televisiva a cartoni animati italiana prodotta nel 2009 da Rai Fiction, Mondo TV e The Animation Band. Si tratta del sequel della serie Farhat - Il principe del deserto. In Italia gli ultimi due episodi della serie sono stati trasmessi in TV da Rai Italia è pubblicati sul canale YouTube di Mondo TV il 1º giugno 2018.

## Trama
Farhat, un principe arabo, deve ora ricercare il Namyrash, il complementare oscuro dello Shariman.

## Doppiaggio
Dialoghi e direzione del doppiaggio di Giuliano Santi.
| Personaggio                  | Doppiatore                                             |
| ---------------------------- | ------------------------------------------------------ |
| Farhat/Ombra                 | Stefano Crescentini                                    |
| Tilda                        | Federica De Bortoli                                    |
| Alì                          | Oliviero Dinelli                                       |
| Ben                          | Manfredi Aliquò                                        |
| Rashid                       | Ambrogio Colombo                                       |
| Nigel                        | Vittorio Amandola                                      |
| Dolunai (la madre Di Farhat) | Roberta Greganti                                       |
| Miss Keyhole                 | Antonella Giannini (1ª voce) Paola Giannetti (2ª voce) |
| Yassir                       | Giuliano Santi                                         |
| Laylah                       | Monica Vulcano                                         |

## Lista episodi
| nº | Titolo                             | Prima TV                      | Rete TV            |
| -- | ---------------------------------- | ----------------------------- | ------------------ |
| 1  | Troppa luce                        | 2009                          | Rai 1              |
| 2  | Il genio che viene dal freddo      | 2009                          | Rai 1              |
| 3  | I guardiani di Ashtarak            | 2009                          | Rai 1              |
| 4  | La caduta di un eroe               | 2009                          | Rai 1              |
| 5  | Sottosopra                         | 2009                          | Rai 1              |
| 6  | Il guardiano maledetto             | 2009                          | Rai 1              |
| 7  | Il tempio dello scorpione nero     | 2009                          | Rai 1              |
| 8  | Giochi impazziti                   | 2009                          | Rai 1              |
| 9  | Ben in black                       | 2009                          | Rai 1              |
| 10 | Lo spirito della foresta           | 2009                          | Rai 1              |
| 11 | L'apprendista stregona             | 2009                          | Rai 1              |
| 12 | Battaglia nella grande mela        | 2009                          | Rai 1              |
| 13 | Il fantasma di Tilda               | 2009                          | Rai 1              |
| 14 | Sospesa nel limbo                  | 2009                          | Rai 1              |
| 15 | Allarme rosso                      | 2009                          | Rai 1              |
| 16 | Cade la maschera                   | 2009                          | Rai 1              |
| 17 | Un tranquillo weekend a Oxford     | 2009                          | Rai 1              |
| 18 | Scontro diretto                    | 2009                          | Rai 1              |
| 19 | Il sentiero delle voci che restano | 2009                          | Rai 1              |
| 20 | Dolce riviera                      | 2009                          | Rai 1              |
| 21 | Un mondo possibile                 | 2009                          | Rai 1              |
| 22 | Cuore di tenebra                   | 2009                          | Rai 1              |
| 23 | Grandi manovre                     | 2009                          | Rai 1              |
| 24 | Sull'orlo del baratro              | 2009                          | Rai 1              |
| 25 | Farhat contro tutti                | 1º giugno 2018 4 gennaio 2021 | YouTube Rai Italia |
| 26 | Il granello mancante               | 1º giugno 2018 5 gennaio 2021 | YouTube Rai Italia |

## Personaggi
- Farhat: giovane principe di un emirato che deve recuperare i frammenti dello Sharyman per sconfiggere il demone Egokhan. È spesso aiutato dalla sua ombra.
- Ombra: l'ombra di Farhat e il suo esatto opposto sempre spensierato, mai serio e abbastanza pauroso ma leale; può mutare forma ed aiuta Farhat a recuperare i frammenti di Shariman. Nell'episodio della seconda stagione "Cuore di Tenebra" si scopre che Farhat era nato già senz'ombra, e che Ombra fu con lui solo da una notte in cui ci fu un'eclissi lunare, e che in realtà deriva in parte da frammenti del Namirash sfuggiti alla tenebra.
- Tilda Swanson: giovane, ma intelligente ragazza inglese, con il suo koala-computer aiuta il gruppo ad interpretare la mappa di Aladino.
- Ben: è il maggiordomo di Farhat da quando era piccolo, ha cugini sparsi in tutto il mondo e nella puntata "Il tradimento di Ben" ruba i cristalli anche se falsi a Farhat per salvare da Egokhan e Rashid la "cuginanza". Nella seconda serie (Farhat e lo scorpione nero) nell'episodio "Ben in Black" viene corrotto dalla tenebra e diventa Ben in Black, ma torna in sé non appena il buco nero nello stadio di Pechino viene chiuso.
- Ali Sahied/Ali Wing (in versione inglese di Lo Scorpione Nero): è l'eternizzato scorpione di Aladino/Zenome (in versione inglese e russo di Il principe del deserto) e con le sue pozioni allena e aiuta tutto il gruppo oltre a fornirgli mezzo di trasporto, nella prima serie con la "volatilla" e nella seconda (Farhat lo scorpione nero) usa "l'ultra volatilla" (anche per colpa del peso supplementare di Rashid). Assieme a Rashid diventa uno schiavo privo di libero arbitrio di Laylah. In seguito, trasformatosi in un mostro multitentacolare, attaccherà Farhat e il suo gruppo, ma questi, con l'aiuto nientemeno che dello spirito del suo maestro Aladino, riescono a farlo rinsavire.
- Rashid Al Wazum/Abdul Snarchkoff (in versione inglese di Il principe del deserto) è un petroliere che vuole impadronirsi dell'emirato di Farhat e perciò si allea con Egokhan. Nella seconda serie, per merito dell'influsso del Namirash (che è quello di far andare tutto al contrario), diventa buono e si allea con il suo ex-nemico Farhat e i suoi amici. Verrà nominato Guardiano di Ashtarak, requisito necessario per polverizzare lo Shariman e usarlo per chiudere i buchi neri. Come Ali viene soggiogato dal potere oscuro della tenebra e diventa un servo privo di volontà di Laylah.
- Nigel Swanson: è il padre di Tilda. Molto protettivo e gentile in un episodio aiuta Farhat a salvarsi da un attacco di Egokhan. Se ha bisogno di consiglio va nella foresta dall'albero in cui risiede lo spirito della moglie (deceduta).
- Miss Keyhole: la dispotica e autoritaria direttrice che spesso carica di compiti Tilda, fino a quando quest'ultima non parte con Farhat alla ricerca dei frammenti dello Shariman. Per buona parte della serie tenterà inutilmente di far tornare Tilda ad Oxford, ritenendo la sua ricerca niente più che una favola, ma si ricrede quando vede Egokhan a Stonehenge, consentendo alla studentessa di andare per la sua strada. Nella serie "Farhat e lo scorpione nero" si concentrerà su Laylah, finché anch'essa non partirà con i suoi nuovi amici.
- Greta Swanson: la madre di Tilda è morta e non appare nella prima stagione ma nella seconda (Farhat e lo scorpione nero) si scopre che il suo spirito vive in un albero e sotto forma di fantasma può muovere gli oggetti nel mondo reale infatti può far muovere l'albero in cui risiede fornisce quando serve consiglio a Nigel.
- Laylah Diamuyaniskova/Diyamudzhininska/Diyamudzhininskova:(in versione russa/inglese di Lo Scorpione Nero) È una ragazza proveniente dalla Siberia innamorata di Farhat all'inizio grande amica di Tilda dato che le due hanno la stessa intelligenza (per poi sviluppare un'accesa rivalità), ma poi, corrotta dal potere del Namyrash, diventa cattiva e gelosa di Tilda, arrivando quasi a ucciderla con le pozioni che Ali gli ha insegnato che ha poi trasformato in pozioni di magia nera. Il suo scopo è riunire il Namyrash e ristabilire l'equilibrio tra luce e tenebra ,dal momento che una parte di esso risiede in lei, e a rendere Fahrat il suo consorte. Dopo che verrà sconfitta tornerà ad essere una normale ragazza russa .